# Supercopa da Itália de 2012
A Supercopa da Itália de 2012 ou Supercoppa Italiana 2012 foi a 25ª edição da competição que para muitos, abriu a temporada 2012–13 do futebol italiano. Assim como em todas as edições, a Supercopa da Itália foi disputada em uma partida única com a campeã da Serie A (Juventus) e o campeão da Copa da Itália (Napoli), ambas na temporada 2011–12.

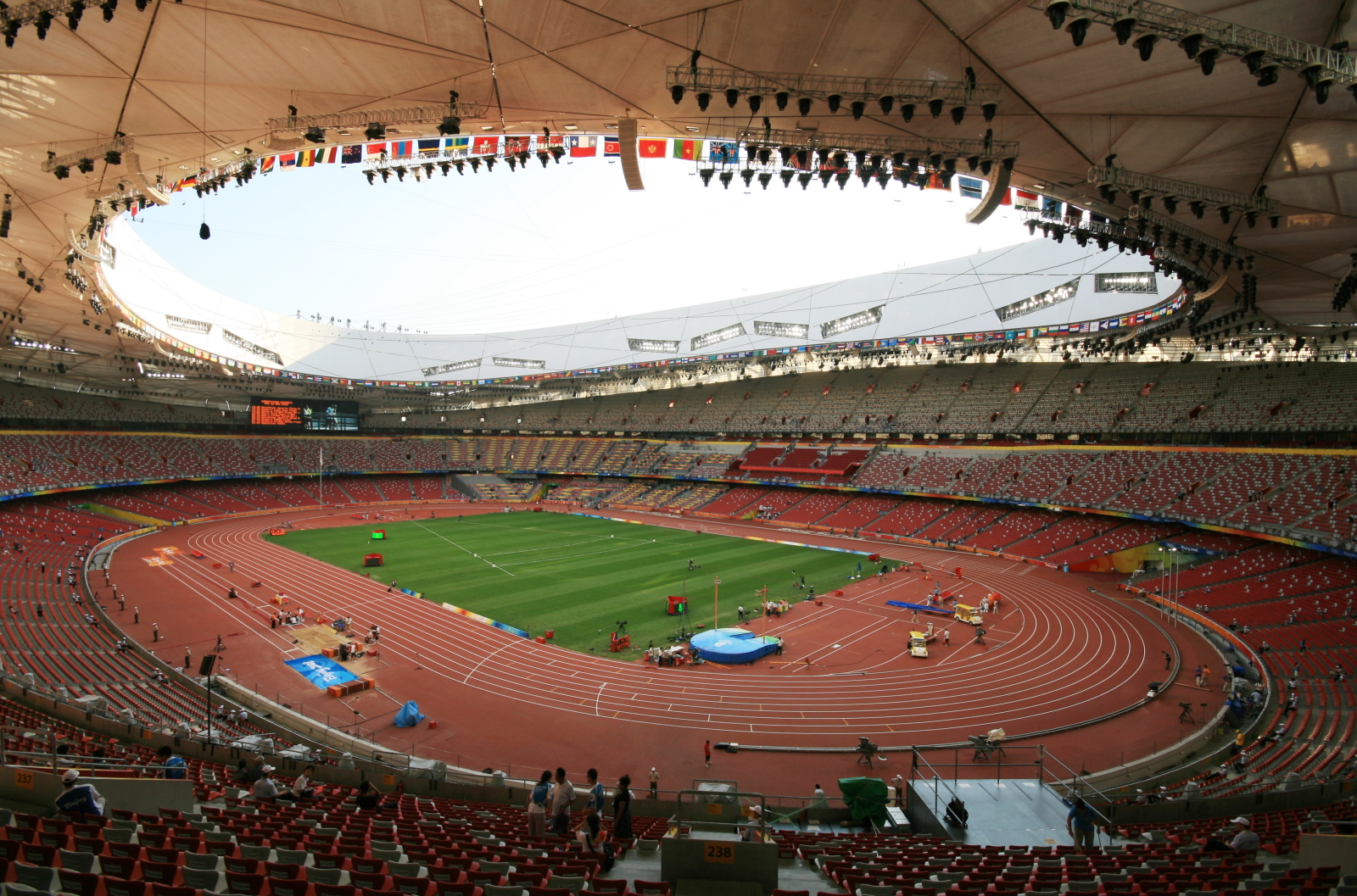
Estádio Nacional de Pequim, local de realização da partida

A final foi no dia 11 de agosto de 2012 e ocorreu, pela terceira vez, no Estádio Nacional de Pequim na China.

## Final
Partida única
| 11 de agosto de 2012 | Juventus                                                     | 4 – 2  | Napoli                  | Estádio Nacional de Pequim |
|                      | Asamoah 37' · Vidal 74' · Maggio 97 (contra)' · Vučinić 101' | report | 27' Cavani · 41' Pandev | Árbitro: Nicola Rizzoli    |

### Detalhes da partida
| G                          | 1  | Gianluigi Buffon     |  |       |  |  |      |
| D                          | 2  | Lúcio                |  |       |  |  |      |
| D                          | 15 | Andrea Barzagli      |  |       |  |  |      |
| D                          | 19 | Leonardo Bonucci     |  | 112'  |  |  |      |
| D                          | 26 | Stephan Lichtsteiner |  | 56'   |  |  | 89'  |
| M                          | 8  | Claudio Marchisio    |  |       |  |  |      |
| M                          | 21 | Andrea Pirlo         |  |       |  |  |      |
| M                          | 22 | Kwadwo Asamoah       |  |       |  |  |      |
| M                          | 23 | Arturo Vidal         |  |       |  |  |      |
| A                          | 12 | Sebastian Giovinco   |  | 90+3' |  |  | 116' |
| A                          | 32 | Alessandro Matri     |  | 45+2' |  |  |      |
| Reservas:                  |    |                      |  |       |  |  |      |
| G                          | 30 | Marco Storari        |  |       |  |  |      |
| D                          | 11 | Paolo De Ceglie      |  |       |  |  |      |
| M                          | 20 | Simone Padoin        |  | 89'   |  |  |      |
| M                          | 39 | Luca Marrone         |  |       |  |  |      |
| M                          | 24 | Emanuele Giaccherini |  | 116'  |  |  |      |
| A                          | 27 | Fabio Quagliarella   |  |       |  |  |      |
| A                          | 9  | Mirko Vučinić        |  | 45+2' |  |  |      |
| Treinador:                 |    |                      |  |       |  |  |      |
| Massimo Carrera (interino) |    |                      |  |       |  |  |      |

| G               | 1  | Morgan De Sanctis  |  |                                   |  |                                   |
| D               | 5  | Miguel Britos      |  | 32'                               |  |                                   |
| D               | 14 | Hugo Campagnaro    |  |                                   |  |                                   |
| D               | 28 | Paolo Cannavaro    |  | 52'                               |  |                                   |
| D               | 18 | Juan Camilo Zúñiga |  | 77' 90+3'                         |  | Penalizado · Penalizado · Expulso |
| M               | 11 | Christian Maggio   |  |                                   |  |                                   |
| M               | 17 | Marek Hamšík       |  |                                   |  |                                   |
| M               | 85 | Valon Behrami      |  | 54'                               |  |                                   |
| M               | 88 | Gökhan İnler       |  | 90'                               |  |                                   |
| A               | 19 | Goran Pandev       |  | Penalizado · Penalizado · Expulso |  |                                   |
| A               | 7  | Edinson Cavani     |  | 64'                               |  |                                   |
| Reservas:       |    |                    |  |                                   |  |                                   |
| G               | 22 | Rosati             |  |                                   |  |                                   |
| D               | 6  | Salvatore Aronica  |  |                                   |  |                                   |
| D               | 21 | Federico Fernández |  | 62'                               |  |                                   |
| M               | 8  | Andrea Dossena     |  | 105+1'                            |  |                                   |
| M               | 23 | Walter Gargano     |  | 68'                               |  |                                   |
| A               | 9  | Eduardo Vargas     |  |                                   |  |                                   |
| A               | 24 | Lorenzo Insigne    |  |                                   |  |                                   |
| Treinador:      |    |                    |  |                                   |  |                                   |
| Walter Mazzarri |    |                    |  |                                   |  |                                   |

## Campeão
| Campeão da Supercopa da Itália de 2012 |
| -------------------------------------- |
| Juventus 5º titulo                     |